# Together (bộ đôi)
Together là bộ đôi nhạc house Pháp gồm DJ Falcon và Thomas Bangalter. Bộ đôi đã phát hành hai đĩa đơn trên hãng thu âm riêng của Bangalter, Roulé: "Together" và "So Much Love to Give".

## Lịch sử
Falcon lần đầu tiên làm việc với Bangalter khi Falcon tìm cách phát hành đĩa mở rộng đầu tay Hello My Name Is DJ Falcon trên nhãn Roulé của Bangalter. Falcon hồi tưởng lại rằng sinh nhật của họ chỉ cách nhau một ngày; do đó, Bangalter đã chọn thời điểm ở giữa để cùng nhau sáng tác một bài hát.
"Together" được phát hành vào năm 2000, đạt vị trí thứ 71 trên UK Singles Chart vào tháng 1 năm 2003 (ghi công cho Thomas Bangalter & DJ Falcon thay vì Together). "So Much Love to Give" được phát hành vào năm 2002, chứa một sample của "Love's Such a Wonderful Thing" của The Real Thing, được lặp lại xuyên suốt bài hát. Sample tương tự cũng được Freeloaders sử dụng trong đĩa đơn năm 2005 của họ có cùng tựa đề, và bởi Fedde Le Grand, trong bài hát "So Much Love".
"Call on Me" của Eric Prydz đôi khi bị nhầm là bài hát của Together do cùng sử dụng bài hát "Valerie" của Steve Winwood, ra mắt năm 1982. DJ Falcon nói trong một cuộc phỏng vấn rằng anh và Bangalter đã lấy sample "Valerie" nhiều năm trước đây như một loop đơn giản và sử dụng nó trong các buổi quẩy, không có ý định phát hành nó như một đĩa đơn bất chấp nhu cầu.
"Together" sau đó đã xuất hiện trong các buổi biểu diễn trực tiếp năm 2007 của Daft Punk. Nó được ghép nối với "Music Sounds Better with You", cũng như các bài hát của Daft Punk "Human After All", "One More Time" và "Aerodynamic". Bản thu âm ở buổi biểu diễn tại cung thể thao Paris-Bercy sau này được phát hành dưới dạng album trực tiếp Alive 2007.
Bangalter và Falcon đã hợp tác với Guy-Manuel de Homem-Christo để sản xuất "Contact", xuất hiện trong album Random Access Memories.

## Danh sách đĩa nhạc

### Đĩa đơn
- "Together" [2000]
- "So Much Love to Give" [2002]